# احمد ترک
احمد ترک (زادهٔ ۲ ژوئیهٔ ۱۹۴۲) یک سیاست‌مدار کرد اهل ترکیه است. از نمایندگان پیشین مجلس ترکیه و عضو حزب دموکراتیک خلق‌ها و شهردار پیشین ماردین در ترکیه می‌باشد که از طرف دولت از این سمت برکنار شد. وی به دلیل فعالیت‌های سیاسی در جهت احقاق حقوق کردها، سال‌های بسیاری را در زندان‌های ترکیه سپری کرده‌است.